# Hornstedtia scyphifera
Hornstedtia scyphifera là một loài thực vật có hoa trong họ Gừng. Loài này được (J.König) Steud. mô tả khoa học đầu tiên năm 1840.